# 最親愛的你
《最親愛的你》是一部中国校園青春劇，改編自韓劇《青春時代》，2017年6月至7月拍攝，由虞書欣、何藍逗、王妍之、楊之楹 、王薇、趙志偉、胡文喆、曹煜辰、李九霖、楊逸飛领衔主演。該劇講述五個性格、想法以及戀愛風格都大不相同的女大學生，在share house裡一起生活的所發生的故事。

## 播出时间
| 频道 | 国家 | 播映日期                   | 时间                                         | 备注 |
| 優酷 | 中国 | 2018年7月13日-2018年8月2日 | 會員周二週五12點更4集，非會員周一至週日更1集 |      |

## 剧情简介
林小純作為大一新生來學校報到，入住時巧遇室友陳晨晨的男友高霖也在女生宿舍，為避免房東發現，高霖百般躲藏，笑料十足。五個女生共同生活之後又發生了一系列讓林小純難以容忍的事情，沉重的壓力下,林小純的情緒徹底爆發。原來每個人都背負著沉重的過去，有著自己的小秘密。於是五個女生坦誠的坐在一起，逐漸敞開心扉。房東阿姨出國，五個女生趁機舉辦宿舍活動，各自邀請好友參加，氣氛熱鬧和諧。大學四年裡，林小純和學長楊宇牽手。韓依彤學業有成卻面臨單身危機。倪瑾嘗試改變拜金的自己。陳晨晨分手。張盛楠與偏執的自己和解。五個女生在摩擦與扶持中漸漸找到了那個未來想要的自己。

## 演员列表

### 主要演员
| 演员   | 角色   | 介绍 |
| 虞書欣 | 陳晨晨 | 公寓室友之一，和韓依彤睡一間房。致知大學英文系大三，有一名姐姐，因為姐姐十分優秀，從小活左起陰影下變得沒有自信有一個初戀男友，但因為發現對方是個渣男而與他分手，卻被綁架而遭受嚴重的心理創傷，在室友的幫助下才逐漸恢復。 |
| 何藍逗 | 林小純 | 公寓室友之一，和張盛楠睡一間房。致知大學心理系大一新生，因家庭及因辦理父親的喪禮遲了進入學校而從小被排擠導致性格較畏縮懦弱，而且誤認為是自己害死了父親後來在室友及男友楊宇的感染下漸漸變得開朗自信。                     |
| 王妍之 | 韓依彤 | 公寓室友之一，和陳晨晨睡一間房。致知大學新聞系大三，是新聞社的成員，喜歡與社長張赫琳拌嘴。母胎單身，性格開朗不顧形象。但因為母親從小外出工作，因此為引起母親注意，喜歡編故事，在被老師抄襲文章後不被信任。               |
| 楊之楹 | 倪瑾   | 公寓室友之一，自己睡一間房。騙室友自己是致知大學設計系的學生，但實則只有高中畢業並未上大學。曾經歷過生死關頭，因此對人生失去目標，以傍大款揮霍無度為生。後來受到田大叔的影響，醒悟決定好好過生活，努力成為一名設計師。   |
| 王薇   | 張盛楠 | 公寓室友之一，和林小純睡一間房。致知大學經濟系大四，中途曾因學貸問題休學過，後來為了植物人弟弟及欠債的媽媽同時兼職很多份工，性格很能隱忍，不愛示弱，後來接受姜恒。                                                       |
| 趙志偉 | 高霖   | 陳晨晨男友，表面上是一個花心又愛遲到，滿腦子只想著上床和遊戲的渣男，實際是因為陳晨晨能讀大學而感自卑的偽裝。因為小時候被媽媽拋棄過，因此有暴力傾向害怕被丟棄，所以在被分手後綁架陳晨晨並對其進行戀愛暴力。               |
| 胡文喆 | 張赫琳 | 致知大學新聞系大四，新聞社社長，從一開始很討厭韓依彤的聒噪到後來逐漸覺得對方很可愛。 |
| 曹煜辰 | 楊宇   | 致知大學心理系大三，林小純的學長，一開始喜歡嘲笑捉弄小純，到後來逐漸發現對方的單純可愛而喜歡上對方並展開追求。 |
| 李九霖 | 姜恒   | 張盛楠工作的西餐廳二廚，原本只是覺得張盛楠很可憐而會幫助對方，後來卻興起了想好好保護她的慾望，後來與她在一起。 |
| 楊逸飛 | 馬克   | 倪瑾的好朋友，和她有相同的生活觀，內心一直喜歡著她。 |

### 其他演員
| 演员   | 角色   | 介绍                                                                                 |
| 胡瀟靈 | 顧清   | 有一頭齊肩的長髮，是林小純一開始喜歡的人                                             |
| 白 凡  | 田志强 | 有一位女兒，但為尋找其死因到倪瑾身邊，發現是被倪瑾害死後對倪瑾進行報復，最後冰釋前嫌 |

## 電視劇歌曲
| 曲序 | 曲目                        |                        | 作曲           | 演唱   |
| ---- | --------------------------- | ---------------------- | -------------- | ------ |
| 1.   | 回头看看我（片頭曲）        | 田昌燁、尹賑孝         | 田昌燁、尹賑孝 | 何弈晨 |
| 2.   | You'll be alright（片尾曲） | 田昌燁、尹賑孝         | 田昌燁、尹賑孝 | 劉莉旻 |
| 3.   | 幸福的方向（插曲）          | 田昌燁、全俊圭、鄧宇亘 | 田昌燁、全俊圭 | 李祥祥 |
| 4.   | Loved you（插曲）           | 田昌燁、安秀婉、艾菲   | 田昌燁、安秀婉 | 艾菲   |